# Église du Saint-Esprit de Ravenne
Pour les articles homonymes, voir Église du Saint-Esprit.
L'église du Saint-Esprit de Ravenne (en italien :  chiesa dello Spirito Santo), est une ancienne cathédrale du culte  arien construite par Théodoric au début du VIe siècle, à l'origine dédiée à l'Anastasis Hagìa (en grec Αγία Ανάστασις) ou Sainte Résurrection du Seigneur, car les liens entre la Grèce et Ravenne étaient très forts pendant des siècles sous l'Empire byzantin. Quant au Baptistère des Ariens voisin, peu de temps après la mort de Théodoric en 526, il a été reconsacré par l'évêque Agnello pour le   culte catholique et dédié à saint Théodore, soldat grec et martyr d'Amasya dans la  région du Pont. 

## Articles associés
- Baptistère des Ariens